# HD26100
HD26100 є хімічно пекулярною зорею спектрального класу
F2 й має видиму зоряну величину в смузі V приблизно  9,1.